# Софиевка (Молдова)
Софиевка (рум. Sofievca) — село в Тараклийском районе Молдавии. Наряду с сёлами Верхняя Албота и Рошица входит в состав коммуны Верхняя Албота.

## География
Село расположено на высоте 121 метров над уровнем моря. Через село, по направлению с севера на юг протекает река Салчия, левый приток реки Большая Салчия (водосборный бассейн реки Ялпуг).

## Население
По данным переписи населения 2004 года, в селе Софиевка проживает 830 человек (418 мужчин, 412 женщины).
Этнический состав села:
| Национальность | Число жителей | Процентный состав |
| -------------- | ------------- | ----------------- |
| гагаузы        | 339           | 40,84             |
| молдаване      | 239           | 28,8              |
| болгары        | 164           | 19,76             |
| русские        | 42            | 5,06              |
| украинцы       | 31            | 3,73              |
| прочие         | 15            | 1,81              |
| Всего          | 830           | 100 %             |